# Serge Crasnianski
Serge Crasnianski, né le 3 juillet 1942, est un entrepreneur et inventeur français. Il a fondé en 1963 à Grenoble la société KIS, Key Independent System, qui s'est fait connaître avec des machines compactes imprimant des cartes de visite, des bracelets et des reproductions de clés, diffusées dans des milliers de magasins dans le monde entier. KIS fusionne ensuite avec Photo-Me Group, filiale du groupe britannique Photo-Me, basé à Échirolles, devenu au fil du temps un des leaders mondiaux dans la conception, la production et la distribution d'équipements professionnels d'impression photographique instantanée. Serge Crasnianski a déposé plusieurs centaines de brevets dans des domaines très divers et a fondé l'Institut de Recherche Fondamentale en Technologies Solaires. Il est classé[Quand ?] 453e au rang mondial des fortunes ; il possède 22,7 % du leader mondial des photos d'identité et des tirages numériques.

## KIS
En mars 1963, à 20 ans, en poursuivant ses études de Physique nucléaire à Genève, Serge Crasnianski a inventé la première machine automatique de reproduction de clefs.
Ce qui a engendré la création de la société KIS. Avec la première machine à clefs, il a fallu concevoir et inventer toute l'industrie pour fabriquer les 4 000 références d'ébauches de clefs.
Il a fallu inventer la première fraiseuse à commande logique, puis les presses à genouillères 200 tonnes, 200 coups par minute, les plus rapides au monde, qui permettaient d'estamper les clefs et également les pièces de monnaie. La société KIS s'est développée de façon très rapide en donnant comme devise la clef minute, la gravure minute, les cartes de visite minute, les machines à réparation de chaussures minute.
Il s'est vendu plusieurs centaines de milliers de ces machines à travers le monde.  
Serge Crasnianski a inventé le premier « Minilab »  qui a été présenté pour la première fois au salon de la photo en 1981, par la société Kis France, dont Serge Crasnianski était actionnaire à 100 %. Cet appareil de reproduction et de tirage de photographies a révolutionné les tirages de photos. Son principe est celui des « photos en une heure » : le développement des films et des papiers se fait dans des machines étanches à la lumière, les opérateurs ne soulevant les capots que pour l’entretien périodique du matériel. Cette simplicité d’entretien rendait possible sa diffusion dans n’importe quel magasin ou grande surface. Le concept est ensuite repris et développé par de nombreuses entreprises d'abord japonaises (Noritsu, Fuji, Konica, Copal), puis d’autres nationalités telles que Agfa, Gretag, Durst, ou San-Marco.
KIS a été numéro un dans le domaine des Minilabs. Le Minilab s'est vendu dans tous les pays du monde et KIS a gardé sa place de leader jusqu'à la disparition du marché de la photo une heure en 2010. 
KIS a été un actionnaire de très longue date de Photo-Me, c'est la raison pour laquelle en 1994 il a été décidé de fusionner les deux sociétés.

## Photo-Me
Serge Crasnianski a fusionné les deux entreprises KIS et Photo-Me International. Il devient directeur exécutif de l'ensemble en 1994. Il est évincé de cette position par un groupe d'activistes importants.
Il est nommé PDG à partir de mai 2010. Après sa réélection, une restructuration importante est entreprise chez KIS et le groupe renoue avec des bénéfices très importants. Serge Crasnianski reste le principal actionnaire de Photo-Me International avec une participation de 22,11 % au 30 avril 2010.
Avec 29 000 photomatons, Photo-Me est présent dans pratiquement tous les pays d'Europe et en Asie.
Il a reçu la décoration d'officier de l'ordre national du Mérite des mains du président de la République François Mitterrand le 15 mai 1985.
Il a aussi reçu à Londres le prix de l'Entrepreneur de l'année aux PLC Award 2016, sponsorisé par Finncap.

## Inventeur - Fondateur de KIS et IRFTS
Serge Crasnianski a déposé plusieurs centaines de brevets,,, ingénieur des Arts et Métiers et titulaire d’un PhD en physique nucléaire. Il dirige le comité scientifique de Solarvoltaïc, également impliqué dans la direction de sociétés françaises et étrangères spécialisées dans l’innovation et les techniques de pointe. 
Fondateur de l’Institut de Recherche Fondamentale en Technologies Solaires (IRFTS), Serge Crasnianski a déposé un brevet relatif à un système de production de cellules solaires organiques et inorganiques qui constitue une avancée majeure au regard des technologies existantes.